# 대호만로
대호만로(Daehoman-ro)는 충청남도 당진시 채운동 탑동 교차로와 석문면 초락도리 도비도 교차로를 잇는 충청남도의 도로이다. 대호방조제를 따라 도로가 이어져서 이와 같은 명칭이 붙었다. 전 구간 지방도 제615호선에 속한다.

## 연혁
- 2003년 12월 20일 : 당진군 당진읍 채운리 ~ 석문면 통정리 11.88km 구간 확장 개통[1]

## 주요 경유지
충청남도
- 당진시 (채운동 · 우두동 · 고대면 . 석문면)

## 노선
전 구간 지방도 제615호선에 속하므로 이 노선에 대한 별도 표기는 생략한다.
| 이름                       | 접속 노선                                | 소재지        | 소재지        | 비고                                      |
| 서부로와 직결              | 서부로와 직결                            | 서부로와 직결 | 서부로와 직결 | 서부로와 직결                             |
| -------------------------- | ---------------------------------------- | ------------- | ------------- | ----------------------------------------- |
| 탑동 교차로                | 국도 제32호선 (서해로)                   | 당진시        | 당진동        |                                           |
| 채운교                     |                                          | 당진시        | 당진동        |                                           |
| 진관 교차로                | 보덕포로                                 | 당진시        | 고대면        | 도비도 방면 진입 불가 당진 방면 진출 불가 |
| 진관2교                    |                                          | 당진시        | 고대면        |                                           |
| 슬항 교차로 (금정육교)     | 지방도 제649호선 (정미로) 고대로         | 당진시        | 고대면        |                                           |
| 대촌 교차로 (대촌육교)     | 고대로                                   | 당진시        | 고대면        |                                           |
| 장항1교                    |                                          | 당진시        | 고대면        |                                           |
| (장항1리)                  | 성산로                                   | 당진시        | 고대면        | 도비도 방면 진출만 가능                   |
| 장항 교차로                | 연동로                                   | 당진시        | 고대면        | 당진 방면 진출입만 가능                   |
| 성산1교 성산2교            |                                          | 당진시        | 고대면        |                                           |
| (삼화리)                   | 성산로 원삼화로 원성산1길                | 당진시        | 석문면        |                                           |
| (교차로 명칭 미상)         | 해명1로                                  | 당진시        | 석문면        |                                           |
| 평장2 교차로               | 산단1로                                  | 당진시        | 석문면        | 도비도 방면 진입 불가 당진 방면 진출 불가 |
| 석문 교차로                | 보덕포로                                 | 당진시        | 석문면        |                                           |
| 석문초교 교차로 (석문육교) | 보덕포로                                 | 당진시        | 석문면        | 당진 방면 진입 불가                       |
| 통정2 교차로               | 해명1로                                  | 당진시        | 석문면        |                                           |
| 통정삼거리                 |                                          | 당진시        | 석문면        |                                           |
| 막고개                     |                                          | 당진시        | 석문면        |                                           |
| 효자 교차로                |                                          | 당진시        | 석문면        |                                           |
| 석문 교차로 (석문육교)     | 국도 제38호선 (북부산업로)               | 당진시        | 석문면        |                                           |
| 새원 교차로                | 삼봉산로 안공개길                        | 당진시        | 석문면        |                                           |
| 새원삼거리                 | 산단6로                                  | 당진시        | 석문면        |                                           |
| (삼봉4리)                  | 석문방조제로                             | 당진시        | 석문면        |                                           |
| 삼봉사거리                 | 지방도 제647호선 (대호로)                | 당진시        | 석문면        |                                           |
| 교로 교차로                | 석문해안로                               | 당진시        | 석문면        |                                           |
| (대호약국)                 | 교로길                                   | 당진시        | 석문면        |                                           |
| 대호방조제                 |                                          | 당진시        | 석문면        |                                           |
| 도비도선착장               | 난지3길                                  | 당진시        | 석문면        |                                           |
| 도비도 교차로              | 국도 제38호선 국도 제77호선 (북부산업로) | 당진시        | 석문면        |                                           |

## 주요 건물 및 시설
- 탑동초등학교 (충청남도 당진시 대호만로 12)
- 삼성쉐르빌아파트 (충청남도 당진시 대호만로 23-13)
- 대동다숲아파트 (충청남도 당진시 대호만로 30-17)
- 채운휴먼시아아파트 (충청남도 당진시 대호만로 30-33)
- 탑동마을회관 (충청남도 당진시 대호만로 35-4)
- 석문문화스포츠센터 (충청남도 당진시 석문면 대호만로 1543)
- 수도고속관광 (충청남도 당진시 석문면 대호만로 1647-5)
- 삼봉초등학교 (충청남도 당진시 석문면 대호만로 1722-1)
- 삼봉4리마을회관 (충청남도 당진시 석문면 대호만로 1736-7)
- 교로3리복지회관 (충청남도 당진시 석문면 대호만로 2257-2)
- 당진전력문화홍보관 (충청남도 당진시 석문면 대호만로 2424)
- 대호방조제관리소 (충청남도 당진시 석문면 대호만로 2904)